# Торубаров, Олег Иванович
Олег Иванович Торубаров  (род. 30 октября 1958, Котовск, Одесская область, Украинская ССР, СССР) — советский и российский деятель органов внутренних дел. Начальник Управления МВД России по Магаданской области с 15 января 2004 по 14 июня 2007. Начальник Управления МВД России по Калужской области с 14 июня 2007 по 1 августа 2013. Начальник Главного управления МВД России по Алтайскому краю с 1 августа 2013 по 28 августа 2018. Министр внутренних дел по Республике Крым с 28 августа 2018 по 11 июля 2019. 
Генерал-лейтенант полиции (2015). Кандидат юридических наук (2008).

## Биография
Родился 30 октября 1958 в городе Котовске (ныне — Подольск) Одесской области, в семье военнослужащего.
В органах внутренних дел с момента поступления в Омскую высшую школу МВД СССР (ныне — Омская академия МВД России) в 1976.
В 1980, после выпуска со специализацией «уголовный розыск», начал службу в должности инспектора профилактики отдела уголовного розыска Синегорьевского поселкового отделения милиции Ягоднинского РОВД Магаданской области.
В 1986 был назначен на должность начальника поселкового отделения милиции, и через два года занял должность первого заместителя начальника районного отдела внутренних дел Хасынского райисполкома Магаданской области.
В 1991 перешёл в областной аппарат УВД, в подотдел борьбы с бандитизмом и иными тяжкими преступлениями оперативно-розыскного бюро.
В 1996 занял пост заместителя начальника управления по борьбе с организованной преступностью (УБОП) УВД Магаданской области, которое впоследствии возглавлял на протяжении пяти лет.
В 2000 окончил Академию управления МВД России по специальности «организатор правоохранительной деятельности».
- С 2002 по 2004 — первый заместитель начальника УВД по Магаданской области — начальник криминальной милиции.
- С 15 января 2004 по 14 июня 2007 — начальник Управления МВД России по Магаданской области[1].

В феврале 2005 было присвоено специальное звание «генерал-майор милиции».
- С 14 июня 2007 по 1 августа 2013 — начальник Управления МВД России по Калужской области[2].

Указом Президента Российской Федерации от 8 апреля 2011 присвоено специальное звание «генерал-майор полиции».
- С 1 августа 2013 по 28 августа 2018 — начальник Главного управлением МВД России по Алтайскому краю[4][5].

В феврале 2015 присвоено специальное звание «генерал-лейтенант полиции».
- С 28 августа 2018 по 11 июля 2019 — Министр внутренних дел по Республике Крым[6][7].

## Награды
Государственные
- Орден Почёта
- Медаль ордена «За заслуги перед Отечеством» I, II степеней

Ведомственные
- Медаль «За отличие в службе» I степени (МВД России)
- Нагрудный знак «Почётный сотрудник МВД»
- Именное оружие